# Hippias (tyrann)
Hippias av Aten var en av Peisistratos söner och var tyrann av Aten på 500-talet f.Kr.
Hippias efterträdde Peisistratos 527 f.Kr. och 525 f.Kr. introducerade han ett nytt myntsystem i Aten. Hans bror Hipparchos, som kan ha varit hans medregent, blev mördad av Harmodios och Aristogeiton (tyrannmördarna) 514 f.Kr. Tyrannmördarna blev avrättade av Hippias och efter detta blev han en bitter och grym härskare, så 508 f.Kr. bestämde sig atenarna för att återkalla Alkmaionidaifamiljen, som Peisistratos hade skickat i exil 546 f.Kr. Alkmaionidaierna bestämde sig för att bygga ett nytt tempel i Delfi, varpå de mutade prästinnan att få Sparta att hjälpa dem störta Hippias. En spartansk styrka under Anchimolios skickades som hjälp, men Hippias och hans familj (Peisistratidaierna) allierade sig med Kineias av Thessalien och spartanerna och Alkmaionidaierna blev till en början besegrade. Ett andra försök, lett av Kleomenes I av Sparta, lyckades, så att spartanerna kunde komma in i Aten och fånga Hippias på Akropolis. De tog också Peisistratidaiernas barn som gisslan, så Hippias tvingades lämna Aten, för att återfå dem helskinnade.
Spartanerna trodde sedan, att ett fritt demokratiskt Aten skulle vara farligt för Spartas maktposition och försökte återinsätta Hippias för att återskapa hans tyranni. Hippias hade flytt till Persiska riket och perserna hotade att anfalla Aten om de inte accepterade Hippias; atenarna föredrog dock att förbli demokratiska, trots hotet från Persien. Strax därefter utbröt det joniska upproret. Det krossades 494 f.Kr., men Dareios I av Persien hade för avsikt att straffa Aten för dess roll i upproret. 490 f.Kr. ledde Hippias, som fortfarande tjänade perserna, Dareios till Marathon i Grekland. Enligt Herodotos hade Hippias en dröm om att perserna skulle bli besegrade, varpå de faktiskt blev besegrade i slaget vid Marathon, även om många historiska texter säger, att Hippias såg många omen om seger för båda sidor.